# هاملت أو نهاية الليل الطويل
هاملت أو نهاية الليل الطويل (بالألمانية: Hamlet oder Die lange Nacht) هي آخر رواية كتبت بواسطة الكاتب الألماني ألفرد دوبلن، نشرت للمرة الأولى عام 1956. الرواية تتحدث عن جندي إنجليزي أُصيب في الحرب العالمية الثانية. كتب دوبلن الرواية بين أغسطس 1945 وأكتوبر 1946 ولم تنشر الرواية إلا بعد عقد من الزمن. ظهور هاملت في عنوان الرواية على الأرجح بسبب قراءات دوبلين لتفسير فرويد لمسرحية هاملت لشكسبير.

## وصلات خارجية
- هاملت أو نهاية الليل الطويل، على كتب جوجل.